# Antonio Correia de Campos
Pour les articles homonymes, voir Correia.
António Fernando Correia de Campos (né à Viseu le 14 décembre 1942) est un homme politique portugais du Parti socialiste.

## Biographie
Licencié en droit de l'université de Coimbra et titulaire d'un master de santé publique de l'Université Johns-Hopkins, il fut administrateur hospitalier en France et professeur titulaire d'une chaire à l'École nationale de santé publique de l'Université Nova de Lisbonne. Il a également présidé le conseil scientifique de l'Institut européen d'administration publique de Maastricht entre 2000 et 2001.
Spécialiste en économie de la santé, en soins aux personnes âgées, en politique de santé et d'égalité, sécurité sociale et administration publique, il a été, dans ces différents domaines, auteur de cinq livres et près de cent articles dans des revues aussi bien portugaises qu'étrangères, ainsi que l'éditeur de trois livres.

## Engagement politique
Il commence sa carrière politique en 1975, soit un an après la Révolution des Œillets, en étant nommé secrétaire d'État à l'Approvisionnement dans le Ve gouvernement provisoire. Il revient au gouvernement quatre ans plus tard, en 1979, dans le gouvernement transitoire de Maria de Lourdes Pintasilgo, en tant que secrétaire d'État chargé de la Santé.
Élu député à l'Assemblée de la République pour la première fois en octobre 1991, il est reconduit en octobre 1995, octobre 1999 et mars 2002. Le 3 juillet 2001, il est nommé ministre de la Santé dans le second gouvernement d'Antonio Guterres à l'occasion d'un remaniement ministériel. Il abandonne son portefeuille avec le retour de la droite au pouvoir en avril 2002, mais le retrouve le 14 mars 2005 au sein du gouvernement dirigé par José Sócrates. Après avoir mené à bien bon nombre de réformes du système de santé publique et l'avoir payé du prix de l'impopularité, il est remplacé par Ana Jorge le 30 janvier 2008.
Placé en sixième position sur la liste du Parti socialiste pour les élections européennes du 7 juin 2009, il est élu député européen le jour du scrutin, le PS ayant obtenu 7 sièges sur 22 à pourvoir.